# La fam
La fam és una obra de teatre escrita per Joan Oliver i Sallarès, Pere Quart, que es va estrenar al Teatre Català de la Comèdia (actual Poliorama) el 15 de juny de 1938, en plena Guerra Civil espanyola. L'obra, amb pocs personatges i una escenificació senzilla, mostra l'impacte de la revolució obrera en la Barcelona dels anys 20, tot i que el text no ho expliciti, ja que Pere Quart va canviar noms de carrers i espais. Els anys anteriors a la Guerra Civil, Joan Oliver ja havia estrenat obres que mostraven el seu sentit crític i l'expressió irònica, com per exemple Cataclisme (1935) o Allò que tal vegada s'esdevingué (1936). La fam esdevindria una obra encara més compromesa amb la revolució. Per escriure La fam, Olivé s'inspirà en el procés revolucionari viscut a partir del 19 de juliol de 1936. El 2006 Pep Pla va portar l'obra al Teatre Nacional de Catalunya, amb un repartiment encapçalat per Nora Navas, Marc Martínez i Pep Planas.

## Argument
L'obra retrata un triangle amorós entre un sindicalista, una dona tradicional i un idealista anarquista. Els personatges són en Samsó, Nel i la Lupa. Nel és el sindicalista i marit de Lupa. Samsó, en canvi, es podria considerar un idealista o gairebé un anarquista. Quan la guerra esclata a la ciutat on té lloc l'obra –no es diu el nom, però recorda a Barcelona–, Nel té el deure de gestionar la resta de sindicalistes, però és un covard i no pot fer-ho, per això és rellevat per Samsó, que més endavant també mostra la seva incapacitat quan comença a pensar només en ell mateix. L'obra s'ha considerat alhora un treball revolucionari però amb una crítica del socialisme i l'anarquisme.
L'obra s'estructura en sis episodis, que presenten un paral·lelisme amb les 4 etapes successives de la trajectòria revolucionària: 1) la situació prerevolucionària (episodis primer i segon); 2) l'aixecament militar (episodi tercer); 3) la consolidació de la revolució (episodis quart i cinquè); 4) la conspiració contrarevolucionària (episodi sisè). El final del procés resta obert, com el futur de la revolució, encara incert.
Pel que fa als personatges, la història se centra en el triangle de protagonistes Samsó-Lupa-Nel: Samsó, barreja d'orgull i droperia i que només aspira a viure en llibertat, es converteix en el líder imprevist de la resistència contra l'aixecament militar; Nel, líder d'una cèl·lula sindicalista que vol redimir Samsó de la seva vida de vagabund impenitent; i Lupa, dona de Nel, moderna i idealista, que s'enamora de Samsó.

## Premis i reconeixements
- La fam va rebre el premi del Teatre Català de la Comèdia el 1938 –atorgat per la Generalitat de Catalunya–, amb un jurat format per Avel·lí Artís, C. August Jordana, Domènec Guansé, Enric Giménez i Xavier Benguerel.